# Vingt-Hanaps
Vingt-Hanaps foi uma comuna francesa na região administrativa da Normandia, no departamento Orne. Estendia-se por uma área de 11,47 km². Em 2010 a comuna tinha 460 habitantes (densidade: 40,1 hab./km²).
Em 1 de janeiro de 2016, passou a formar parte da nova comuna de Écouves.